# Honda Model C
Het Honda Model C was een gemotoriseerde fiets van Honda.

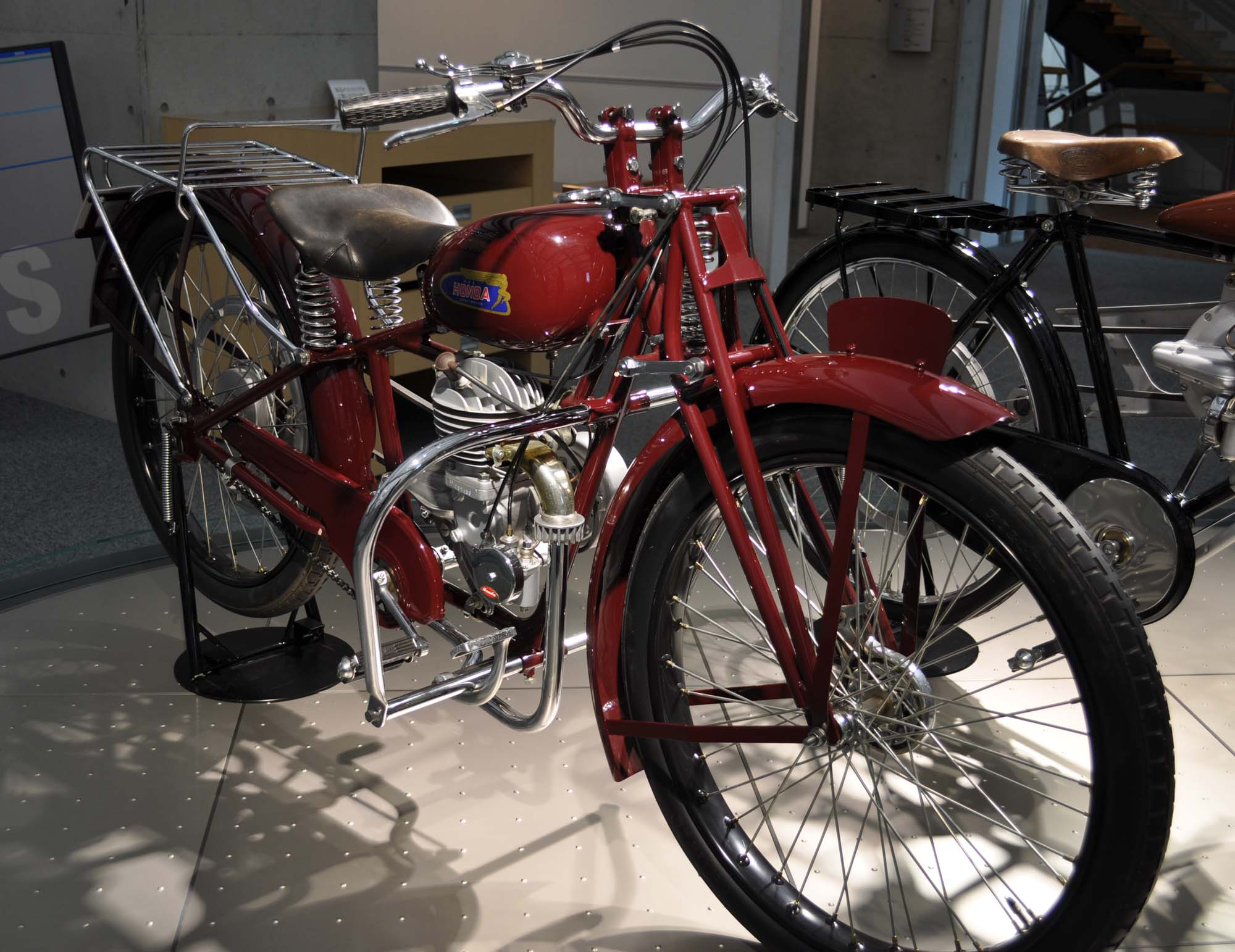
Honda Model C uit 1949

Na het succes van het Honda Model A-clip-on motortje dat binnen twee jaar 60% van de Japanse markt had veroverd, kwam Honda in 1949 op de markt met een 96cc-motortje dat waarschijnlijk te krachtig werd geacht voor een gewoon fietsframe. Daarom ontwikkelde men een steviger frame en kreeg het Model C ook een geveerde voorvork, maar het behield zijn pedalen. De motor leverde 3 pk. Honda had nog steeds geen productielijn voor frames en daarom werd die productie uitbesteed. Zeer tegen de zin van directeur Soichiro Honda, omdat de buisframes nogal eens op zich lieten wachten waardoor de levering stagneerde maar ook omdat de kwaliteit niet constant was. Daarom bleef het model ook niet lang bestaan. In augustus 1949 had Honda de productie van plaatframes opgezet en verscheen het Model D, een "echte" motorfiets die nu helemaal in eigen huis gebouwd kon worden. 

## Trivia
Het Model C werd de eerste officiële "racewinnaar" voor Honda: een Model C won zijn klasse in de USA-Japanrace die samen met de geallieerden in Tokyo werd georganiseerd. 